# Celles-sur-Belle
Celles-sur-Belle is een gemeente in het Franse departement Deux-Sèvres (regio Nouvelle-Aquitaine) en telt 3480 inwoners (1999). De plaats maakt deel uit van het arrondissement Niort.

## Geschiedenis
Op 1 januari 1973 werden de gemeenten Montigné en Verrines-sous-Celles opgeheven en als commune associée opgenomen. Op 1 januari 2019 werd de gemeente Saint-Médard opgenomen, kregen de drie voormalige gemeenten de status van commune déléguée en werd Celles-sur-Belle een commune nouvelle.

## Geografie
De oppervlakte van Celles-sur-Belle bedraagt 37,2 km², de bevolkingsdichtheid is 93,5 inwoners per km².
De onderstaande kaart toont de ligging van Celles-sur-Belle met de belangrijkste infrastructuur en aangrenzende gemeenten.

## Demografie
Onderstaande figuur toont het verloop van het inwonertal.

## Geboren
- Robert Dalban (1903-1987), acteur